# Sycowa Huta
Sycowa Huta (dodatkowa nazwa w j. kaszub. Sëcowô Hëta) – wieś kaszubska w Polsce położona w województwie pomorskim, w powiecie kościerskim, w gminie Kościerzyna na Pojezierzu Kaszubskim nad jeziorem Mielnica. Wieś jest siedzibą sołectwa Sycowa Huta, w którego skład wchodzi również miejscowość Lizaki. 30.06.2014 sołectwo o powierzchni 1264,57 ha zamieszkane było przez 184 osoby.
W latach 1975–1998 miejscowość administracyjnie należała do województwa gdańskiego.

## Nazwy źródłowe miejscowości
kaszb. Zycowô Hëta, Zycowa Hëta, Zëcowa Hëta, Sycowô Hëta, niem. Sietzenhütte, dawniej Huta Syczowa, Szklana-huta